# 中川浩明
中川 浩明（なかがわ ひろあき、1945年7月4日 - ）は日本の自治官僚。埼玉県副知事、国土庁地方振興局長、自治省行政局長、消防庁長官、全国知事会事務総長などを務めた。瑞宝重光章受章。

## 来歴
鳥取県出身。東京大学法学部を卒業し、1968年 自治省入省。
1993年4月 行政局行政課長。1994年7月 自治省大臣官房審議官（行政・共済担当）。1995年5月 自治省大臣官房審議官兼大臣官房付。
同年7月 埼玉県副知事。1998年1月6日 国土庁地方振興局長。1999年8月14日 自治省行政局長。2001年1月6日 消防庁長官。2002年1月8日 退官。
同年3月1日 自治体衛星通信機構理事長（〜2003年10月15日）。2003年9月12日 全国知事会事務総長（〜2010年）。

## 略歴
- 1968年4月：自治省入省。
- 1975年：自治省大臣官房総務課長補佐。
- 1975年：岩手県総務部学事文書課長。
- 1976年：岩手県総務部地方課長。
- 1978年：消防庁危険物規制課長補佐。
- 1979年4月：自治省行政局公務員部給与課長補佐。
- 1980年12月：自治省行政局行政課長補佐 兼 行政局振興課長補佐。
- 1983年4月：自治省行政局行政課理事官。
- 1984年7月：徳島県企画調整部長。
- 1986年6月：自治省大臣官房付。
- 1986年7月：自治省行政局公務員部給与課給与指導官。
- 1987年4月：自治省大臣官房企画官。
- 1987年4月：青森県総務部長。
- 1990年4月：消防庁消防課長。
- 1991年7月：自治省行政局公務員部公務員課長。
- 1993年4月：自治省行政局行政課長。
- 1994年7月：自治省大臣官房審議官（行政・共済担当）。
- 1995年5月：自治省大臣官房審議官 兼 大臣官房付。
- 1995年7月：埼玉県副知事。
- 1998年1月6日：国土庁地方振興局長。
- 1999年8月14日：自治省行政局長。
- 2001年1月6日：消防庁長官。
- 2002年1月8日：退官。
- 2002年3月1日：自治体衛星通信機構理事長（〜2003年10月15日）[2][3]。
- 2003年9月12日：全国知事会事務総長（〜2010年）[4]。

## 栄典
- 2015年11月 秋の叙勲で瑞宝重光章を受章[5]